# Albrechtovo

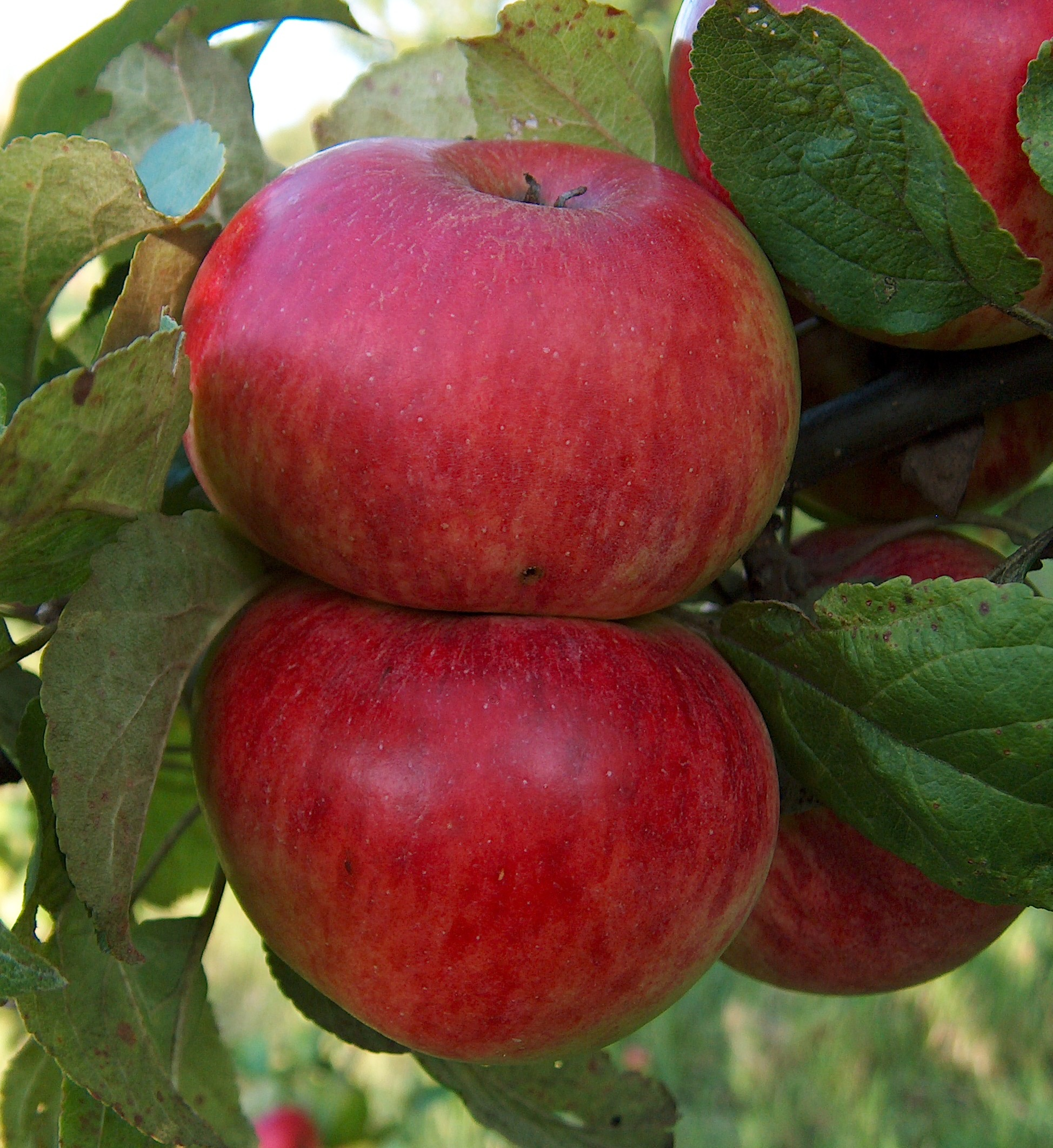

Albrechtovo (Malus domestica 'Albrechtovo') je ovocný strom, kultivar druhu jabloň domácí z čeledi růžovitých. Plody jsou řazeny mezi odrůdy zimních jablek, sklízí se v září, dozrává v listopadu, skladovatelné jsou do ledna nebo února. Odrůda je považována za rezistentní vůči některým chorobám a lze ji pěstovat bez chemické ochrany.

## Jiné názvy
'Princ Albrecht', 'Prinz Albrecht von Preussen' a 'Albrechtapfel'.

## Historie

### Původ
Byla vyšlechtěna zahradníkem Braunem v Kamenz ve Slezsku, v roce 1865. Odrůda vznikla jako semenáč odrůdy 'Car Alexandr'.

## Vlastnosti
Odrůda je považována za dobrého opylovače, kvete středně pozdě. Vhodní opylovači jsou : 'Parména zlatá zimní', 'Berlepschova reneta', 'Coxova reneta', 'Croncelské', 'Golden Delicious', 'James Grieve', 'Krasokvět žlutý', 'Mc Intosh', 'Ontario' a 'Oldenburgovo'.

### Růst
Růst odrůdy je bujný, později střední. Odrůda je vhodná na vysokokmeny a extenzivní pěstování. Zmlazovací řez je (asi po 10 letech) vhodný, ale namá být příliš hluboký. Výchovným řezem má být podpořen růst, tedy má být středně hluboký.

## Plodnost
Plodí záhy, velmi bohatě, pravidelně, později mírně střídavě.

## Plod
Plod je kulovitý až zploštělý, střední. Slupka hladká, žlutozelené zbarvení je překryté zářivě červenou barvou. Dužnina je bílá až nazelenalá, se sladce nakyslou navinulou chutí, dobrou až průměrnou.

## Choroby a škůdci
Odrůda je středně odolná ke strupovitosti jabloní a odolná k padlí. Podle jiných zdrojů je odolnost ke strupovitosti velice dobrá. Je poměrně odolná k mrazům.

## Použití
Lze použít ke skladování a přímému konzumu nebo zpracování. Plody jsou méně odolné k otlačení a omezena tím schopnost přepravy. Je považována spíše za bohatě plodící odrůdu, jejíž plody slouží jako hospodářská jablka. Odrůdu lze použít do všech vyšších, středních a teplých poloh. Ovšem s ohledem na kvalitu plodů je pěstování vhodné spíše ve vyšších polohách, tam, kde ovoce ještě dobře vyzrává. V nižších polohách je pěstování omezeno na dostatek vláhy, odrůda trpí v suchých půdách.
Přestože je růst odrůdy bujný, je doporučováno pěstování odrůdy na slabě rostoucích podnožích ve tvarech jako zákrsky, čtvrtkmeny a vřetena.

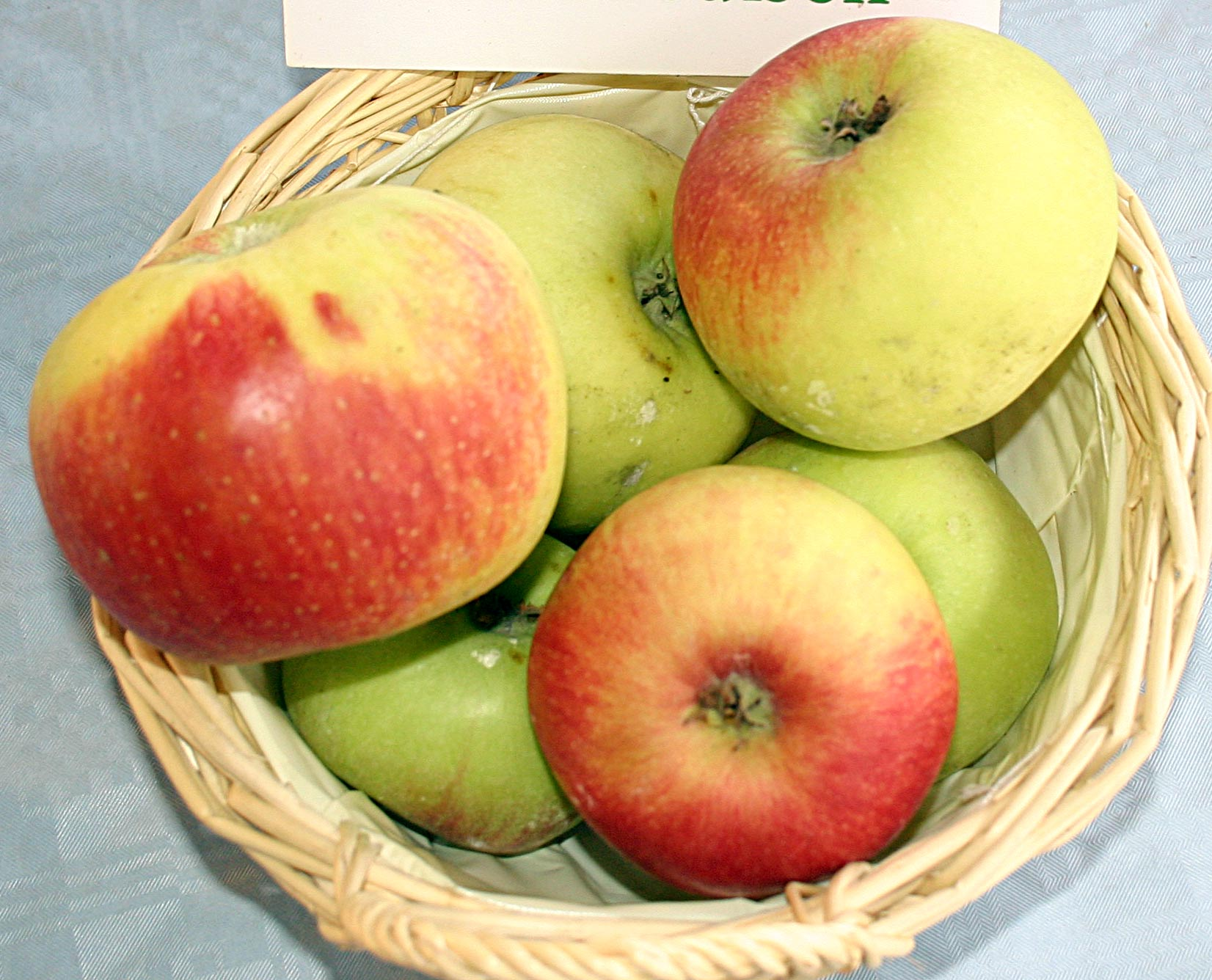
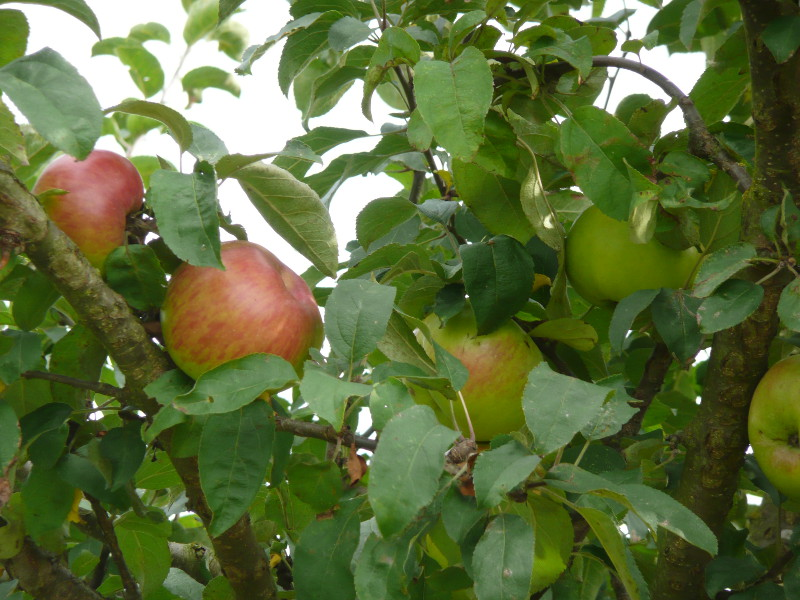